# نادر سهل
نادر يحيى سهل لاعب كرة قدم يمني يلعب في في خط الدفاع.

## مسيرة اللاعب
لعب لصالح نادي النجوم ونادي قلوة ونادي التهامي ونادي رضوى.